# 18 Aurigae
18 Aurigae, som är stjärnans Flamsteed-beteckning, är en dubbelstjärna i den norra delen av stjärnbilden Kusken,. Den har en skenbar magnitud på ca 6,49 och kräver åtminstone en handkikare för att kunna observeras. Baserat på parallaxmätning inom Hipparcosuppdraget på ca 14,0 mas, beräknas den befinna sig på ett avstånd på ca 233 ljusår (ca 71 parsek) från solen. Den rör sig bort från solen med en heliocentrisk radialhastighet på ca 7 km/s.

## Egenskaper
Primärstjärnan 18 Aurigae A är en vit till blå stjärna i huvudserien av spektralklass A7 V. Den har en massa som är ca 1,7 solmassor, en radie som är ca 1,9 solradier  och utsänder ca 10 gånger mera energi än solen från dess fotosfär vid en effektiv temperatur på ca 7 400 K.
18 Aurigae A har som följeslagare en stjärna av magnitud 12,50 separerad med 3,90 bågsekunder vid en positionsvinkel på 167°, år 2006.